# Mala Ivanča
Mala Ivanča (cyr. Мала Иванча) – wieś w Serbii, w mieście Belgrad, w gminie miejskiej Sopot. W 2011 roku liczyła 1769 mieszkańców.